# Обусье, Робер
Робер Обусье (фр. Robert Oboussier; 9 июля 1900, Антверпен — 9 июня 1957, Цюрих) — швейцарский композитор и музыкальный критик.

## Биография
Сначала учился в Гейдельберге и Мангейме. В 1920—1921 годах учился в консерватории Цюриха у Фолькмара Андреа и К. Фоглера, затем в Берлине у Ф. Ярнаха (композиция) и в Высшей музыкальной школе у З. Окса (дирижирование).
С 1922 до 1930 года жил и сочинял музыку во Флоренции, Мюнхене, Париже, в 1930—1938 гг. — в Берлине; выступал как музыкальный критик. Сотрудничал с рядом специализированных журналов и ежедневных газет (Revue Musicale, Le Ménestrel, Revue hebdomadaire, Münchner Neueste Nachrichten, Frankfurter Allgemeine Zeitung). С 1930 по 1933 год редакция «Frankfurter Allgemeine Zeitung» пригласила его в Берлин, где он читал лекции по музыке в Университете Лессинга, а также «Deutsche Allgemeine Zeitung» — в качестве музыкального лектора (1933—1938).
В качестве композитора впервые выступил перед широкой публикой в 1923 году на фестивале камерной музыки в Донауэшингене.
В 1939 году поселился в Цюрихе, с 1942 г. — руководил Центральным архивом швейцарской музыки (с 1948 — вице-директор). С 1954 года — член правления Швейцарского музыкального союза.
По соображениям общественной морали, скрывал свои гомосексуальные наклонности. Был убит 9 июня 1957 года после краткого сексуального знакомства с заключенным, который бежал из цюрихской тюрьмы для несовершеннолетних.

## Творчество
Наибольшее признание получили песни и хоры Р. Обусье на стихи Й. Эйхендорфа, К. Ф. Хеббеля, К. Брентано, М. Клаудиуса, А. де Ноай, Р. М. Рильке, а также обработки старинных английских песен (a cappella).
Автор оперы «Амфитрион» (по Мольеру, 1951, Берлин), симфонических, камерно-инструментальных и вокальных произведений, в том числе «Антигоны» для голоса (альта) с оркестром (1939).
Р. Обусье написал книгу «Симфонии Бетховена» («Die Sinfonien Beethovens», В., 1937, 3-е изд. 1961), «Музыкальная хроника Берлина 1930—1938» («Berliner Musikchronik 1930—1938», Zürich, 1969).